# Zlatko Vidačković
Zlatko Vidačković (Šibenik, 25. kolovoza 1972.) hrvatski je znanstvenik, sveučilišni docent, filmski selektor i kritičar, te nakladnik i urednik tiskanih i elektroničkih publikacija u kulturi. 

## Životopis
Zlatko Vidačković u rodnom je Šibeniku završio srednju školu odgojno-obrazovne struke. Studirao je engleski i talijanski jezik i književnost na Filozofskom fakultetu u Zadru i novinarstvo na Fakultetu političkih znanosti u Zagrebu, gdje je stekao titulu magistra novinarstva. Doktorirao je na doktorskom studiju informacijskih i komunikacijskih znanosti Filozofskog fakulteta u Zagrebu.

### Novinarski i urednički rad
Novinarstvom se bavi od 1998. Redovito objavljuje u Jutarnjem listu i Globusu do 2000. godine, kada postaje pomoćnik glavnog urednika novina za kulturu Vijenac zadužen za izvedbene umjetnosti i film. U Vijencu je objavio i više od dvije stotine opsežnih intervjua s istaknutim osobama iz kulturnog života Hrvatske. Nakon odlaska iz Vijenca 2008. inicijator je osnivanja i glavni urednik Kulisa.eu, internetskih novina za kulturu i izvedbene umjetnosti. Godine 2009. inicijator je osnivanja i urednik internetskog filmskog časopisa Filmovi.hr, a 2010. i inicijator osnivanja Kazaliste.hr, Klasika.hr i Plesnascena.hr, nastalih na temelju rubrika Kulisa.eu. 
Od 2010. godine glavni je urednik časopisa Hrvatskog društva dramskih umjetnika Hrvatsko glumište. 
Bio je urednik knjiga Arsena Dedića Hladni rat u izdanju Nakladnog zavoda Matice hrvatske i Zabranjena knjiga u nakladi AGM-a, koja je izdana u 3 izdanja i osvojila prvu nagradu Kiklop za najbolju knjigu poezije 2004. godine.
Od studenog 2023. godine zaposlen je kao urednik kazališnih publikacija Hrvatskog narodnog kazališta u Zagrebu. 

### Filmskokritičarski rad
Filmskom kritikom bavi se od 2001. kao kolumnist časopisa IQ, a od iste godine surađuje s HRT-om kao recenzent filmova za redakciju Filmskog programa. Godine 2002. bio je urednik kinorepertoara u Hrvatskom filmskom ljetopisu. Od 2002. objavljuje kritike na filmskom portalu hej.hr, zatim na tportal.hr te na net.hr do 2011. godine. Filmske eseje i portrete objavljuje u časopisu Hollywood. Bio je autor emisije o filmu Igra snova na Hrvatskom katoličkom radiju 2004.
Od 2003. objavljuje filmske kritike u Vjesniku, u kojem je filmski kolumnist i dopisnik s najvećih međunarodnih filmskih festivala od 2005. do 2012., kada festivalske izvještaje piše za Slobodnu Dalmaciju, a 2013. s festivala izvještava za tportal.hr u kolumni Filmski globetrotter. U Vjesniku je objavio više od tisuću filmskih kritika i bio član žirija Vjesnikove filmske nagrade za životno djelo Krešo Golik (od 2005. do 2011.).  
Od 2022. piše Filmsku kroniku za časopis Forum HAZU te objavljuje feljtone o hrvatskim filmovima na Filmovi.hr.  

### Organizacija kulturnih programa i manifestacija
Organizacijom filmskih programa i manifestacija bavi se od 1988., kada pokreće Klub ljubitelja filma u Šibeniku s tjednim programom projekcija filmskih klasika i noviteta.  
Bio je predsjednik Hrvatskog društva filmskih kritičara u pet mandata, od 2003. do 2008. 
Za vrijeme njegova mandata HDFK je priznat od Ministarstva kulture i Hrvatske zajednice samostalnih umjetnika kao umjetnička strukovna udruga, objavljeno je nekoliko knjiga u izdanju HDFK, pokrenute nagrade Vjekoslav Majcen i Zlatni Oktavijan za životno djelo, objedinjene dvije hrvatske frakcije pri Međunarodnoj federaciji filmskih kritičara FIPRESCI te nakon dugogodišnje neaktivnosti ostvareno 28 sudjelovanja hrvatskih kritičara u žirijima FIPRESCI.      
Bio je prvi hrvatski član žirija Međunarodne kritike FIPRESCI festivala u Cannesu (2004.), San Franciscu (2005.) i Veneciji (2007.), a bio je i član FIPRESCI žirija na Berlinaleu (2006.).  
Potpredsjednik je FEDEORE – Federacije filmskih kritičara Europe i Mediterana od svibnja 2010. Potpredsjednik je međunarodne udruge filmskih novinara IPA (International Press Academy) sa sjedištem u Los Angelesu, koja dodjeljuje nagrade Sattelite Award, od 2014. 
Godine 2003. u Matici hrvatskoj pokreće Scenu Strozzi, u okviru koje su monodramske predstave izvodili Pero Kvrgić (Stari nostalgični šlageri), Špiro Guberina (Shakesprijada), Marija Kohn (Vremeplov) i Dragan Despot (Na rubu pameti).
Godine 2004. urednik je festivalskih publikacija i koselektor Međunarodnog programa 51. Festivala igranog filma u Puli. Umjetnički je ravnatelj Festivala od studenog 2004. do veljače 2014., te ponovno od ožujka 2017. do ožujka 2021. Za vrijeme njegovog mandata broj gledatelja povećan je s 18.000 na 78.000 čime je Festival postao najposjećenija kulturna manifestacija u Hrvatskoj, međunarodni program Europolis gostovanjima je proširen na Zagreb, Rijeku, Dubrovnik i Split, Pulu su između ostalih posjetili glumci Greta Scacchi, Christopher Lee i Ralph Fiennes te redatelj James Ivory, a Festival je 2013. ušao u program MEDIA Europske unije. Bio je scenarist, redatelj i producent programa svečanog otvaranja Festivala 2009., 2010. i 2011. godine.
Inicijator je i programski voditelj art-kina Metropolis u Muzeju suvremene umjetnosti u Zagrebu od pokretanja u rujnu 2010. Voditelj je grupe (network leader) pet hrvatskih kina koja je pod njegovim vodstvom primljena u članstvo Europa Cinemas (Metropolis, Art-kino Grič, Ljetno kino Tuškanac, Kinoteka Zlatna vrata Split, Kino Novska).
Od 2011. godine zamjenik je pročelnika Odjela za kazalište i film Matice hrvatske, u kojem inicira pokretanje filmoloških znanstvenih skupova. 
Inicijator je pokretanja i producent Dana europskog filma, održanih u Europskom tjednu u svibnju 2012. i 2013. godine, a od 2014. producent je Revije europskog filma koja se održava u srpnju na Ljetnom kinu Tuškanac te u art-kinima Grič i Metropolis.   
2013. godine bio je voditelj Filmskog programa Dubrovačkih ljetnih igara, koji je trajao rekordnih 45 dana i uključivao ciklus ekranizacija djela Oscara Wildea.
Od 2023. umjetnički je ravnatelj Festivala europskog filma.

### Znanstveno-nastavni rad
Bio je predsjednik organizacijskog odbora te kourednik zbornika znanstvenog skupa Matice hrvatske 60. godina Festivala igranog filma u Puli i hrvatski film održanog u siječnju 2013. a 2023. pokreće seriju znanstvenih skupova Filmske i televizijske ekranizacije hrvatske književnosti.  
Od 2013. predaje predmet Filmski festivali na Odsjeku produkcije Akademije dramske umjetnosti Sveučilišta u Zagrebu.
Od 2014. predaje Introduction to Croatian Cinema, a od 2016. i Croatian Contemporary Culture, oba za studente programa ERASMUS na Veleučilištu VERN, na kojem je predavao i kolegije Suvremeni društveni sustavi III, Novinarstvo u kulturi i Filmski žanrovi studentima novinarstva. Na VERN-u danas predaje Croatian Cultural Heritage.    
Na Hrvatskom katoličkom sveučilištu predavao je Povijest i teoriju filma, a danas predaje Novinarstvo u kulturi i Film i društvo studentima komunikologije. Na Sveučilištu Sjever izvodio je nastavu na kolegiju Psihologija medija. Dvaput je izabran u naslovno nastavno zvanje predavača u polju informacijskih i komunikacijskih znanosti, grana novinarstvo, a od 2023. je u znanstveno-nastavnom zvanju docenta.   
S Ivom Rosandom Žigom napisao je znanstvenu monografiju Hrvatski film u 21. stoljeću, objavljenu u rujnu 2023. u nakladi Meta i HAZU.       

## Vanjske poveznice
FEDEORA Federacija filmskih kritičara Europe i Mediterana